# Utsira
Utsira er en kommune i Rogaland fylke i Norge.
Den ligger på en ø i Nordsøen, udfor Karmøy, 18 km vest for Haugesund. Den er Norges mindste kommune i antal indbyggere og næstmindste i areal.
Kirken på Utsira er fra 1785. Det er også fundet spor af bosættelser på Utsira fra stenalderen.
Utsira Fyr er Norges højest beliggende fyr på hele 78,2 meter over havet.
I 2004 installerede Norsk Hydro en kombineret vindkraft- og hydrogenkraftværk på Utsira.Det er et fuldskalaprojekt for at opnå selvforsyning for et fjerntliggende samfund. I perioder hvor der er overskud af energi, bruges overskudsenergien til at generere hydrogen ved elektrolyse. Hydrogenet bliver lagret og er tilgængelig til at producere strøm når det er småt med vind.

## Fugle
Utsira er kendt som det bedste fuglested i Norge. Der er registreret 317 forskellige fuglearter, hvoraf 23 er unikke for Utsira i den norske fauna.